# 绕阳河镇
绕阳河镇，是中华人民共和国辽宁省锦州市黑山县下辖的一个乡镇级行政单位。

## 行政区划
绕阳河镇下辖以下地区：
绕阳河村、大三家子村、周屯村、佟屯村、车屯村、九间村、郭家窝铺村、李岗子村、富有村、曹家村、腰韩家村、十五户村、段家窝铺村、张刘村、茶棚村、二道镜子村和黑山县绕阳河苇场生活区。